# Rimski kamenolom na Sutiliji
Rimski kamenolom, kamenolom na brdu Sutiliji kod Segeta Gornjeg, ponad Trogira, zaštićeno kulturno dobro

## Opis dobra
Gradina Sutilija (nastala u 8. st. pr. Kr.), rimski kamenolom i crkva sv. Ilije (iz 12. st.) nalaze se na brdu sv. Ilija koje dominira nad zapadnom stranom trogirskog Malog polja. Zbog dobrog strateškog položaja, mogućnosti nadzora okolnog kopna i akvatorija Kaštelanskog zaljeva i Šoltanskog kanala, na sv. Iliji je u željezno doba podignuto veliko gradinsko naselje. Od njega je sačuvan rasuti suhozidni bedem prstenasta oblika, a na južnoj padini se nalazi podgrađe zaštićeno bokobranom. Na istočnoj padini Sutilije nalazi se rimski kamenolom. Riječ je o manjim kavama u kojima su vidljivi tragovi vađenja kamenih blokova. Na vrhu se nalazi romanička crkva sv. Ilije po kojem je cijelo brdo dobilo ime Sutilija.
Kamenolom je na istočnoj padini Sutilije. Predstavljaju ga manje kâve. I danas se vide tragovi vađenja kamenih blokova. Segetski kamen je bio važan u starom vijeku, što je zabilježio Plinije Stariji i zapisao da je rimski Trogir bio poznat po kamenu, 'Tragurium, civium Romanorum marmore notum'.

## Zaštita
Pod oznakom Z-3256 zaveden je u kompletu s gradinom na Sutiliji i crkvom sv. Ilije kao nepokretno kulturno dobro - pojedinačno, pravna statusa zaštićena kulturnog dobra, klasificirano kao "arheološka baština".

## Vanjske poveznice
- Sutilija - Zaboravljeni željeznodobni grad, Građanska akcija Trogir na Facebooku, objavljeno 2. ožujka 2019.